# Prusice
Prusice (deutsch Prausnitz) ist eine Stadt im Powiat Trzebnicki der Woiwodschaft Niederschlesien in Polen. Sie ist Sitz der Stadt- und Landgemeinde Prusice mit 9352 Einwohnern (Stand 31. Dezember 2020).

## Geographische Lage
Prusice liegt nördlich des Katzengebirges, etwa zehn Kilometer nordwestlich von Trzebnica (Trebnitz). Der Bahnhof Skokowa an der Bahnstrecke Wrocław–Poznań liegt im Gemeindegebiet von Prusice. Der Bahnhof Prausnitz lag an der Breslau-Trebnitz-Prausnitzer Kleinbahn und der Trachenberg-Militscher Kreisbahn.

## Geschichte
1287 wurde der bereits zuvor existierende und an einer wichtigen Handelsstraße zwischen Breslau und Polen gelegene Ort Prausnitz vom Liegnitzer Herzog Heinrich V. zur Stadt erhoben.
Zum Ende des 19. Jahrhunderts hatte Prausnitz eine evangelische und eine katholische Kirche, ein Schloss, ein Amtsgericht und eine Schuhmacherei.
Im Jahr 1945 gehörte Prausnitz zum Landkreis Militsch im Regierungsbezirk Breslau der preußischen Provinz Niederschlesien des Deutschen Reichs.
Gegen Ende des Zweiten Weltkriegs wurde Prausnitz im Januar 1945 von der Roten Armee besetzt. Nach Kriegsende wurde die Stadt im Sommer 1945 zusammen mit fast ganz Schlesien von der sowjetischen Besatzungsmacht unter polnische Verwaltung gestellt. Diese führte für Prausnitz den Ortsnamen Prusice ein. Soweit die deutschen Einwohner nicht geflohen waren, wurden sie in der Folgezeit größtenteils aus Prausnitz vertrieben.

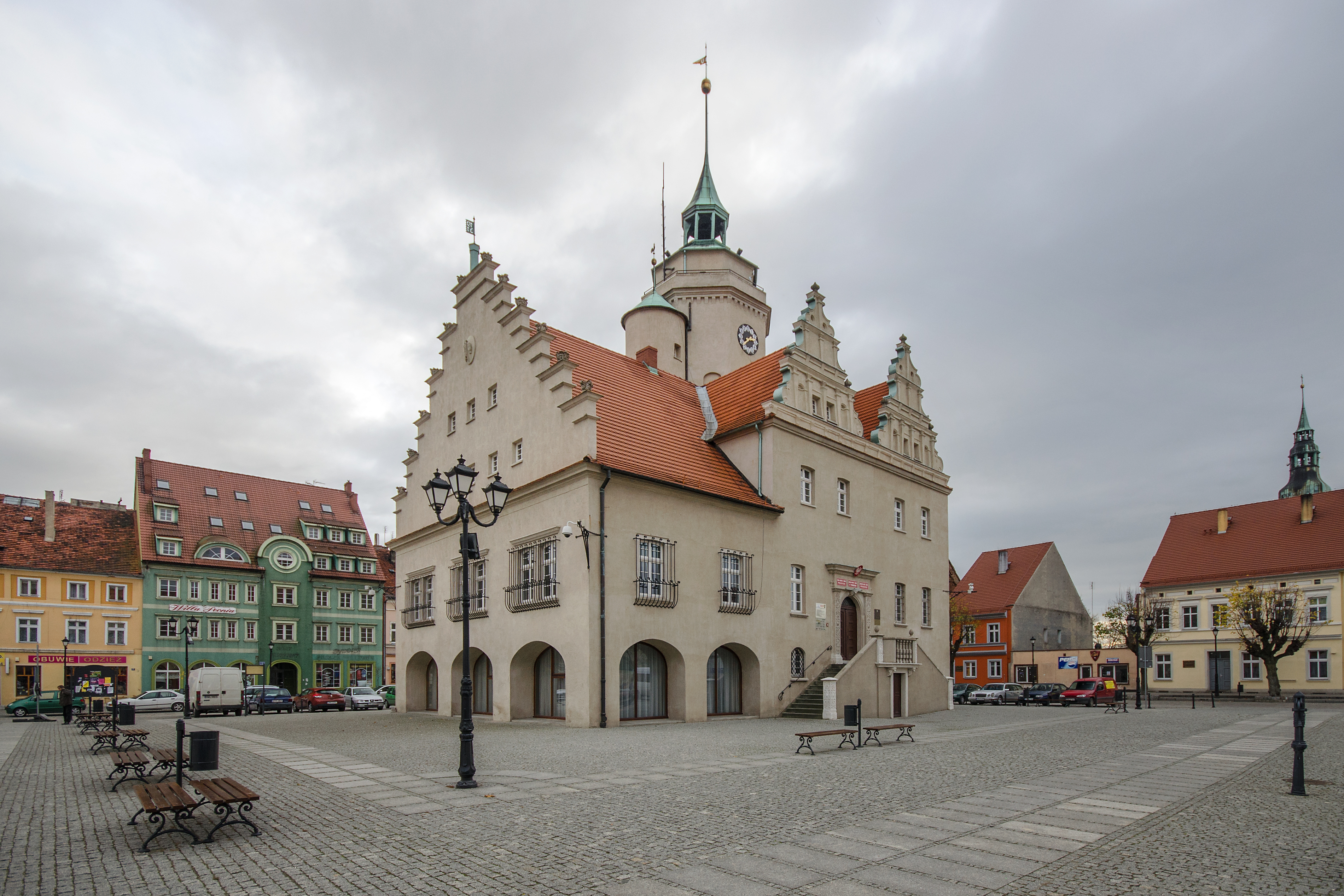
Rathaus
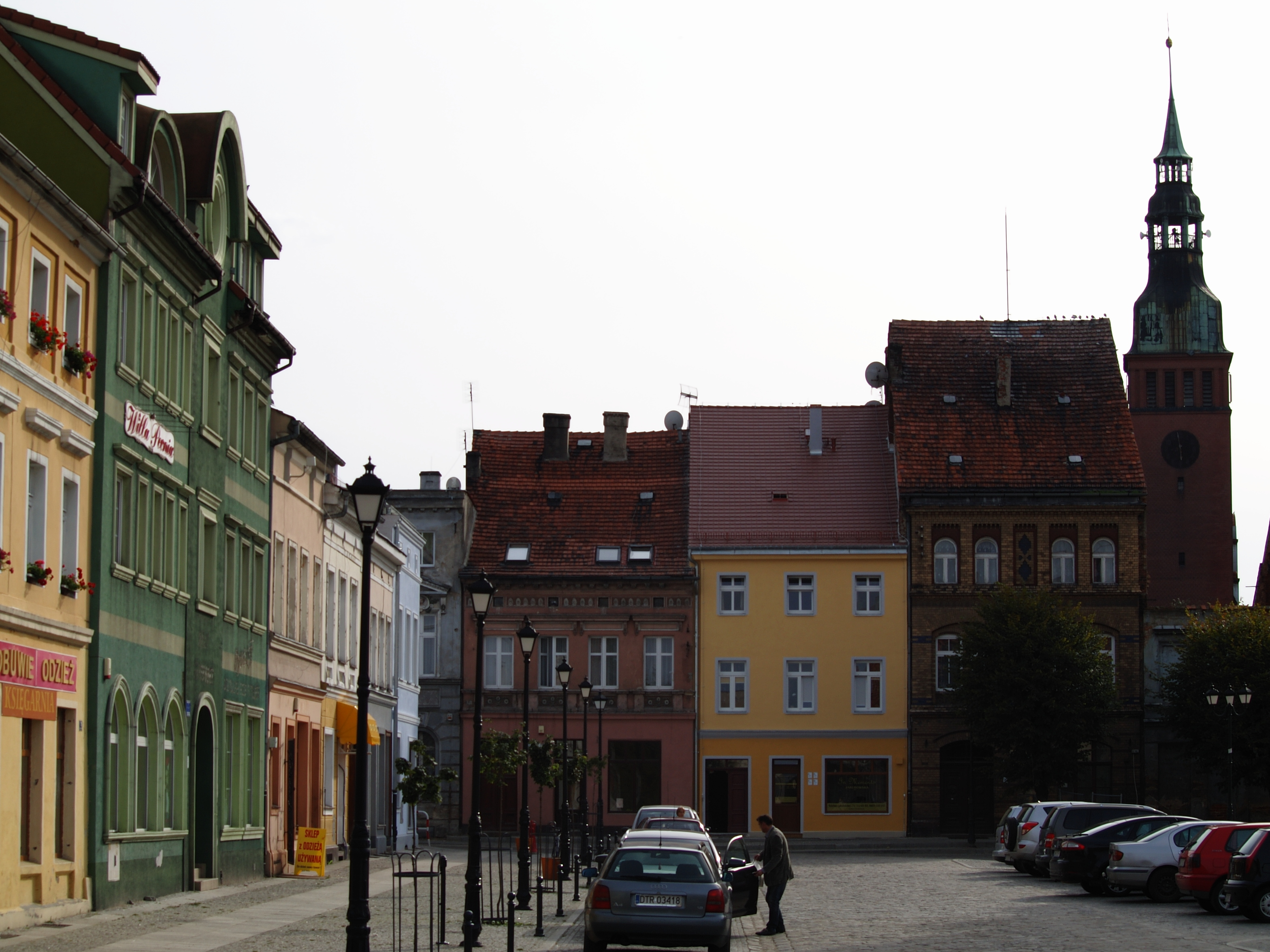
Stadtzentrum
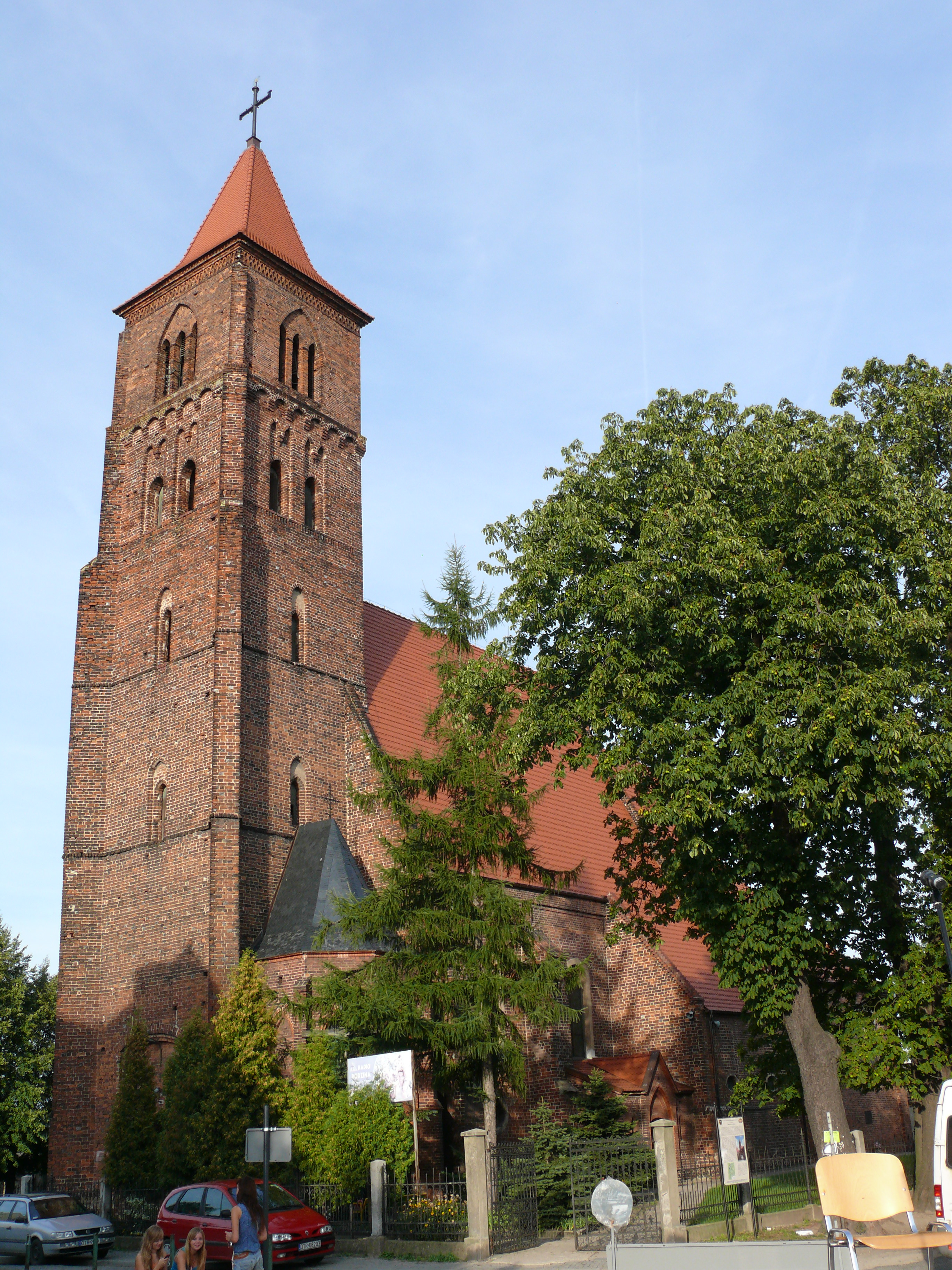
Kirche St. Johannes
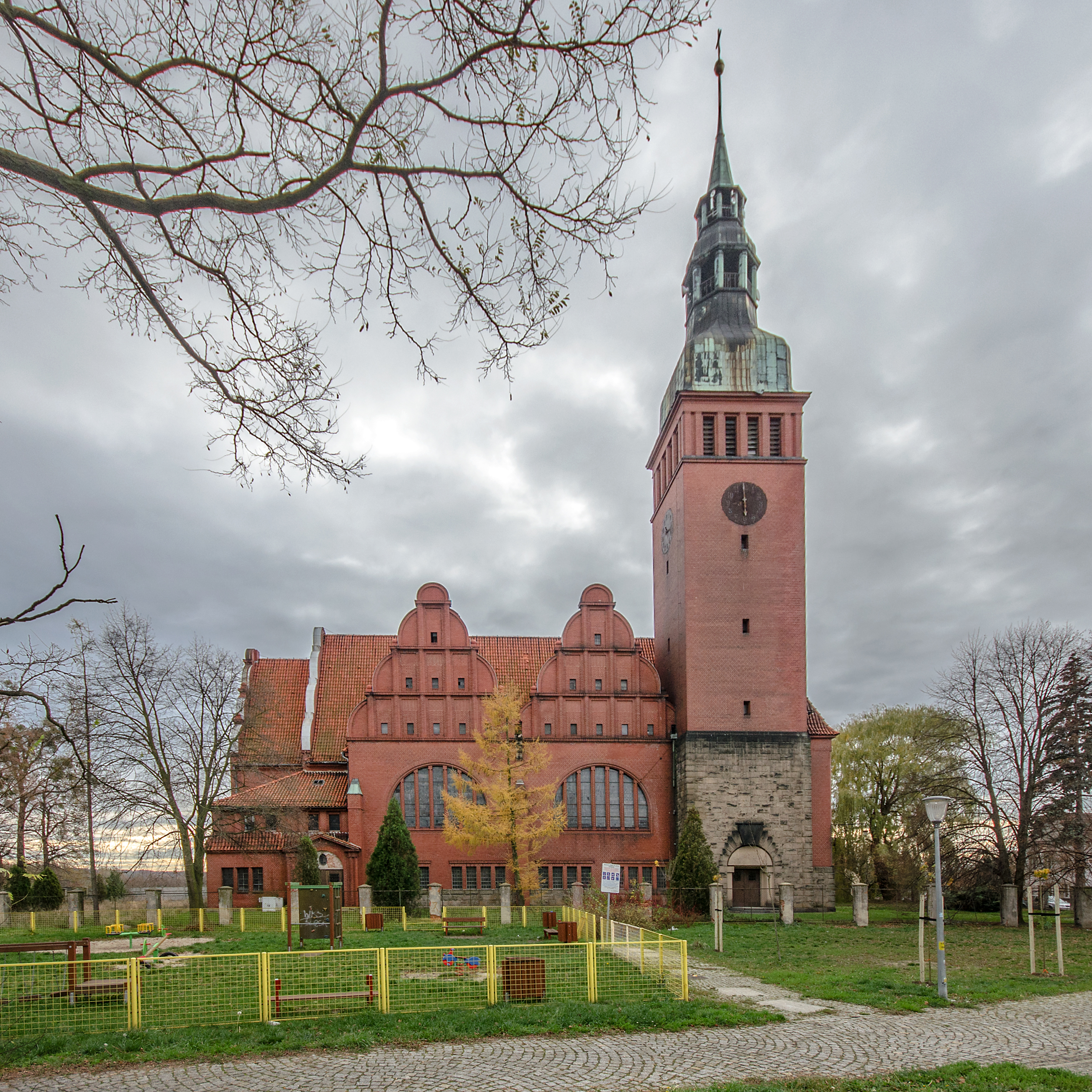
Kirche St. Joseph

## Gemeinde
Zur Stadt-und-Land-Gemeinde (gmina miejsko-wiejska) Prusice gehören die Stadt selbst und 27 Dörfer mit Schulzenämtern.

## Persönlichkeiten
- Johann Gottfried Bornmann (1766–1825), evangelischer Geistlicher und Heimatforscher
- Hermann Zotenberg (1834–1909), Orientalist
- Dietmar Hahlweg (* 1934), 1972–1996 Oberbürgermeister von Erlangen